# Histórias e Bicicletas - O Filme
Histórias e Bicicletas, também chamado de Histórias e Bicicletas - O filme, é um álbum de vídeo da banda brasileira de rock Oficina G3, lançado em abril de 2015.
O disco foi gravado durante as sessões de produção do álbum Histórias e Bicicletas (Reflexões, Encontros e Esperança) em Londres, no Rak Studios. A obra foi dirigida por Hugo Pessoa, com inclusão de performances em estúdio de algumas músicas do álbum, com depoimentos.
A obra foi anunciada semanas antes, pela equipe da gravadora MK Music. Histórias e Bicicletas possui a participação de Alexandre Aposan, antes de deixar o Oficina G3.

## Antecedentes
Em 2012, o Oficina G3 viajou para Londres e produziu Histórias e Bicicletas (Reflexões, Encontros e Esperança), o primeiro álbum do grupo gravado fora do Brasil. O projeto teve a participação significativa do cantor e compositor Leonardo Gonçalves nas sessões de gravação como coordenador e um repertório predominantemente inédito. Hugo Pessoa também estava com a banda, fazendo gravações em vídeo que mais tarde se tornariam o DVD.

## Gravação
O DVD foi anunciado em 2015. Na época, Juninho Afram disse: "A galera pode ficar tranquila porque tem muita música, sim. Mas além disso a gente conta como foi os bastidores e um pouco da nossa vida, sentimentos… É uma coisa bem intimista".

## Lançamento e recepção
| Críticas profissionais | Críticas profissionais |
| Avaliações da crítica  | Avaliações da crítica  |
| Fonte                  | Avaliação              |
| ---------------------- | ---------------------- |
| Super Gospel           | (favorável)            |
| O Propagador           | [ 6 ]                  |

Histórias e Bicicletas foi lançado em 2015 pela gravadora MK Music e recebeu críticas favoráveis. Por meio do Super Gospel, Tiago Abreu afirmou que "o filme Histórias e Bicicletas não parece acrescentar muito a sua versão em CD, e nem precisa. Os interlúdios, depoimentos e cenas de gravação, com diálogos e poucas falas sobre o álbum de fato, mostra que o trabalho soa mais interessante pelo implícito".
O guia discográfico do O Propagador atribuiu uma cotação de 3 de 5 estrelas para o álbum, defendendo que "Na proposta de transmitir os bastidores da gravação do álbum de estúdio, o filme falha em ser em um registro despretensioso demais".

## Faixas
1. "Intro"
2. "Diz"
3. "Interlúdio Duca"
4. "Não Ser"
5. "Interlúdio Juninho"
6. "Lágrimas"
7. "Interlúdio Jean"
8. "Descanso"
9. "Interlúdio Mauro"
10. "Sou Eu"
11. "Interlúdio Rak"
12. "Confiar"
13. "Compartilhar"
14. "Encontro"

## Ficha técnica
A seguir estão listados os músicos e técnicos envolvidos na produção de Histórias e Bicicletas:
Banda
- Juninho Afram - vocal, guitarra
- Duca Tambasco - baixo, vocal de apoio
- Jean Carllos - teclado, sintetizadores, piano
- Mauro Henrique - vocal, violão
- Alexandre Aposan - bateria

Equipe técnica
- Hugo Pessoa - direção de vídeo
- Leonardo Gonçalves - vocal em "Lágrimas", coordenação de gravação